# Игра «Хайди»
Игра «Хайди» или «Хайди» Боул (англ. The Heidi Game, Heidi Bowl) — матч по американскому футболу, прошедший 17 ноября 1968 года, в котором хозяева поля «Окленд Рэйдерс» обыграли «Нью-Йорк Джетс» со счётом 43:32. Игра запомнилась своей захватывающей концовкой — «Рэйдерс», проигрывая «Джетс» со счётом 32:29, сделали два тачдауна на последней минуте матча. Своё имя игра получила в связи с тем, что телеканал National Broadcasting Company (NBC) в 7 часов вечера по североамериканскому восточному времени прервал трансляцию матча в то время, как «Джетс» ещё вели в счёте и стал транслировать телефильм «Хайди».
В конце 1960-х годов лишь немногие футбольные матчи проходили дольше двух с половиной часов, поэтому трёхчасовой телевизионный слот, выделенный на игру «Джетс»-«Рэйдерс», считался вполне адекватным. Однако результативная игра, большое количество травм и пенальти в матче двух заядлых соперников Американской футбольной лиги сильно затянули игру. Ещё до начала матча руководство NBC распорядилось, что показ «Хайди» должен начаться точно по расписанию, но из-за захватывающей концовки игры оно решило отложить начало показа фильма и продолжить трансляцию футбольного матча. Ближе к 7 часам вечера зрители телеканала начали звонить в NBC, чтобы узнать о программе трансляции, пожаловаться или высказать своё мнение, в результате чего телефонный коммутатор компании вышел из строя, и руководство телеканала не смогло связаться с подчинённым и передать им своё решение, поэтому показ «Хайди» начался точно по расписанию. Это привело к тому, что зрители в восточной части США не смогли посмотреть финал матча и увидеть два тачдауна Окленда.
Игра «Хайди» привела к изменениям в показах матчей по американскому футболу по телевидению. Игры стали показывать до самого конца, до начала показа вечерних программ. Чтобы убедиться в том, что персонал сможет общаться с руководством при любых условиях, были установлены специальные телефоны (названными телефонами «Хайди»), подключенные к специальной автоматической телефонной станции, не подключённой к общей телефонной сети. В 1997 году игра «Хайди» была названа самым запоминающимся матчем регулярного чемпионата в истории профессионального футбола.

## Предыстория

### Соперничество между «Рэйдерс» и «Джетс»
Когда «Джетс» играли с «Рэйдерс», это было не противостояние. Это была война.
Фрэнк Рамос, руководитель службы по связям с общественностью «Нью-Йорк Джетс»
«Джетс» и «Рэйдерс» — одни из команд-основателей Американской футбольной лиги, начавшие выступать с 1960 года («Джетс» играли тогда под именем «Тайтенс оф Нью-Йорк»). В первые годы своего существования оба клуба не достигали больших успехов. Более того, они играли так плохо, что руководство лиги в 1962 году позволило им драфтовать игроков из других команд АФЛ. В конце 1960-х годов ситуация изменилась. В 1967 году «Джетс» под руководством тренера Виба Эвбанка и квотербека Джо Нэмата впервые в своей истории закончили чемпионат с положительным соотношением побед к поражениям, показав результат 7-5-2. «Рэйдерс» же под руководством тренера Джона Рауча в 1967 году стали победителем Западного дивизиона, закончив чемпионат с результатом 13-1, а затем, обыграв «Хьюстон Ойлерз» со счётом 40:7, стали чемпионами АФЛ. На Супербоуле II «Рэйдерс» проиграли «Грин-Бей Пэкерс». Таким образом, в 1968 году обе команды считались претендентами на чемпионский титул АФЛ.
Команды выступали в разных дивизионах, однако, согласно календарю, в сезоне каждая команда АФЛ играла со всеми другими клубами АФЛ. В 1963 году генеральный менеджер (позже владелец) Окленда Эл Дэвис во время межсезонья обменял в Нью-Йорк защитника Дэна Фикка, однако не предупредил Эвбанка (генерального менеджера «Джетс» в то время), что того не освободят от прохождения военной службы на следующие 6 недель. В 1966 году, менее чем за минуту до конца матча «Рэйдерс» вели в счёте 28:20.
В сезоне 1968 года «Джетс», «Сан-Диего Чарджерс», «Рэйдерс» и «Канзас-Сити Чифс» были лидерами чемпионата, к 11 неделе проиграв всего по 2 игры; «Чифс» сыграв на одну игру больше выиграли 8, а остальные команды по 7 игр. В то время не существовало системы уайлд-карт, поэтому «Рэйдерс» необходимо было выигрывать следующую игру против «Джетс», чтобы сохранить первое место в Западной конференции АФЛ, которое они делили вместе с «Чифс». «Джетс» также была необходима победа над «Рэйдерс», чтобы сохранить лидерство в Восточной конференции АФЛ. Соперничество предыдущих лет было подогрето фотографией, размещённой в штаб-квартире «Рэйдерс», на которой был изображён Дэвидсон, бьющий в голову Нэмета. Задачей фотографа было изобразить, что Дэвидсон сломал квотербеку соперника челюсть (Нэмет же утверждал, что сломал её о жесткий кусок стейка, а некоторые утверждали, что травму Нэмету нанёс дифенсив энд «Рэйдеров» Айк Лэсситер). Хотя постер, повешенный Дэвисом был убран перед игрой, слухи о «запугивании посредством фотографии» дошли до «Джетс» в Нью-Йорке.
В 2000 году обозреватель The New York Times Дэйв Андерсон написал о подготовке «Джетс» к игре в Окленде:

Когда «Джетс» в 1968 году приехали в Окленд, эта фотография на стене «Рэйдерс» символизировала соперничество, а также недоверие тренера Уиба Эвбанка Дэвису. Всякий раз, когда за неделю до игры против «Рэйдерс» вертолёт пролетал недалеко от тренировочного лагеря «Джетс», Эвбанк оглядывался и грозил кулаком. Он знал, что у Дэвиса есть кто-то, кто шпионит за «Джетс»— .
«Рэйдерс» не разрешили репортёрам из Нью-Йорка присутствовать на тренировках. Ассистент тренера «Рэйдерс» (позже главный тренер) Джон Мэдден бы ответственным за обмен записями игр команды с соперниками; он отослал записи «Джетс» через Чикаго, поэтому они попали по назначению на два дня позже. Эвбанк также обвинил Дэвиса в слишком сильном поливе газона стадиона, чтобы замедлить быстрых ресиверов «Джетс».

### Подготовка к телевизионной трансляции
Подготовка NBC к трансляции игры в воскресенье 17 ноября в Окленде не выделялась ничем необычным. Это была общенациональная трансляция, которая должна была начаться в 4 вечера по EST и NBC надеялось, что зрители, включившие их канал, чтобы посмотреть игру, не будут переключать канал или выключать телевизор, а продолжат смотреть вечерние программы. Они ожидали интересную игру, которую зрители досмотрят до конца — «идеальный выбор перед специальной презентацией телеканала — фильма „Хайди“ по книге детского классика Иоганны Шпири, показ которого был запланирован на 7 часов вечера по EST». Фильмы серии «Walt Disney’s Wonderful World of Color» NBC обычно показывало по воскресеньям в 7 часов. В западной части США начало игры было в час дня по тихоокеанскому времени и жителям этой части страны, чтобы увидеть «Хайди», необходимо было дождаться 7 часов по местному времени. По телевизионным правилам того времени, игра «Джетс» — «Рэйдерс» не транслировалась в пределах 90 миль вокруг Окленда, даже при аншлаге на стадионе.
«Хайди» был широко разрекламирован как по телевидению, так и в газетах премьера NBC. Сеть надеялась, что фильм соберет большую аудиторию, особенно среди семей, и люди посмотрят до конца двух с половиной часовой фильм. NBC также не продавали отдельные рекламные слоты, вместо этого всё рекламное время было продано часовой компании Timex. Газета The New York Times назвала «Хайди» лучшей телевизионной программой дня. Согласно контракту с Timex, фильм должен был начаться в 7 часов вечера по восточному времени (6 по центральному) и не мог быть задержан или отменён независимо от причин.
Стивен Трэверс в своей книге об истории «Рэйдерс» писал:

Этим воскресным вечером в 7 часов был запланирован показ семейного классического фильма «Хайди». Это хорошо известная история о маленькой швейцарской девочке, которая живёт со своим дедушкой в Альпах, была одним из основных продуктов развлечения в то время. Во времена до кабельного телевидения, pay-per-view, VHS, DVD, TiVo, записей и 700 каналов — выбор был только из того, что NBC, ABC, CBS и может быть несколько региональных каналов предлагали публике. Телезрители подстраивали свой распорядок дня под фильмы наподобие «Хайди». Такое было всего раз в год. Если кто-то пропускал его, он мог посмотреть его не раньше чем через год.— Стивен Трэверс
Руководящий центр NBC назывался Broadcast Operations Control (BOC). Дик Клайн, руководитель BOC по спортивным трансляциям, подготовил ряд распоряжений, чтобы игра была показана как запланирована, а после запущен в эфир «Хайди». Клайн и не предполагал, что игра может длиться более трёх часов, так как ни одна игра по американскому футболу, когда-либо транслировавшаяся на NBC никогда не длилась так долго. Однако, руководство NBC подчеркнуло, «Хайди» должен начаться в запланированное время. Президент NBC Джулиан Гудман перед выходными предупредил своих подчинённых, что хорошо спонсированый и анонсированный фильм должен начаться вовремя. Исполнительный продюсер NBC Sports Дон Коннал также сказал продюсеру игры Дону Эллису, что фильм «Хайди» должен выйти в эфир в 7 на востоке США, несмотря на возражения Эллиса, что тот был обучен так, чтобы никогда не прерывать спортивные трансляции. Коннал сказал Эллису, что NBC продало это время и обязано включить фильм.
В NBC было три BOC: в Бербанке (Калифорния), Чикаго и самый большой — в Нью-Йорке. Во время матча Клайн находился в Нью-Йорке. До эры спутниковой связи, вещание осуществлялось по коаксиальной кабельной линии в сотрудничестве с телефонными компаниями. Во время этой игры BOC Бербанка получал картинку из Окленда, вставлял рекламу и информационные сообщения, и посылал модифицированный телесигнал по телефонным проводам на коммутационный пункт, находящийся западнее Чикаго, возле реки Миссисипи. Инженер, работающий на этой станции, перенаправлял этот сигнал во всю телевизионную сеть. Ему было сказано, что ровно в 6:58:20 EST будет анонс «Хайди», после чего он должен будет отключить сигнал из Бербанка, и начать транслировать сигнал из Нью-Йорка.
Коннал, начальник Клайна, планировал смотреть игру в своём доме в Коннектикуте и был доступен в случае непредвиденных ситуаций. Его вышестоящий начальник, вице-президент NBC Sports Чет Симмонс, который чередовался на дежурстве с Конналом, также был на связи в случае трудностей и также смотрел игру в своём доме на Манхэттене. Президент NBC Гудман и глава NBC Sports Карл Линдеман также смотрели игру в своих домах в Нью-Йорке. В этот день на канале NBC был запланирован показ сразу двух матчей подряд — вначале игра между «Баффало Биллс» и «Сан-Диего Чарджерс», трансляция которой длилась более 2,5 часов и NBC прервало показ, чтобы переключится на матч «Джетс» — «Рэйдерс».

## События во время игрового дня

### Решение продолжить трансляцию матча
Сразу несколько факторов привело к тому, что матч длился дольше, чем обычно: стартовые квотербеки команд 71 раз проводили розыгрыши, путём пасса мяча своим ресиверам, и каждый раз, когда им не удавалось сделать точный бросок, время игры останавливалось; судьи 19 раз давали пенальти, каждая команда использовала по шесть имеющихся тайм-аутов, а каждое набранное очко сопровождалось дополнительными рекламными паузами. Уже к середине игры стало понятно, что игра может сильно затянуться, и в перерыве Коннал позвонил Клайну, чтобы обсудить этот факт. Четвёртая четверть матча началась в 6:20 по EST, что ещё больше убедило руководство NBC в том, что игра вряд ли закончится до 7 часов. Вице-президент NBC Sports Чет Симмонс так вспоминал этот момент:

Они продолжали рекламировать «Хайди», продолжали рекламировать «Хайди». Я же продолжал смотреть на часы, и в какой-то момент сказал себе, что «Хайди» никак не может начаться в семь часов. Президент компании Джулиан Гудман перед выходными сказал нам, что «Хайди» должен начаться точно по расписанию… Я смотрел на свои часы, на часы, стоявшие на столе, смотрел на игру и думал, это никак не может произойти.
Коннал, смотревший игру в своём доме в Олд Гринвиче (штат Коннектикут), также отметил, что игра в четвёртой четверти идёт «ужасно медленно». В 6:45 он позвонил Клайну опять и они вместе сошлись на том, что матч вряд ли закончится до 7 часов. Они также склонялись к тому, чтобы показать его до конца, но из-за инструкций Гудмана они обязаны были получить его одобрения. Коннал согласился позвонить президенту NBC Sports Линдемну, чтобы заручиться его поддержкой, и уж затем звонить Гудману. Коннал позвонил Линдеману и тот также согласился с тем, что игра должна быть показана до конца, после чего они начали звонить Гудману. Первым до него дозвонился Линдеман и спросил: «Что на счёт инструкций, которые ты дал BOC, что фильм „Хайди“ долен начаться в 7:00 ET несмотря ни на что». На что Гудман ответил: «Это безумие. Это ужасная идея». После чего Линдеманн подключил к их разговору президента NBC Television Дона Дьюринга. После нескольких минут обсуждений Дьюринг согласился отложить начало показа фильма. Спортивный журналист Кайл Гарлетт в своей истории спортивных оплошностей написал: «И хотя вначале руководители сказали [Клайну] убедиться, что показ Хайди начнётся вовремя, те же самые руководители передумали в конце игры».
С приближением 7 часов Клайн всё более напряжённо посматривал на часы и пытался позвонить Коннелу, однако линия всё время была занята. Коннел же в то время разговаривал с Гудманом, который согласился показать матч до самого конца. Затем он позвонил в Окленд продюсеру трансляции матча Эллису, чтобы рассказать ему новость, а потом руководителю BOC в Бёрбанке. Однако тот, не зная Коннала отказался выполнять его распоряжение, потребовав, чтобы Гудман лично распорядился на это счёт. Однако из-за того, что Гудман отключил связь с Бёрбанком, чтобы позволить позвонить Коннелу, позже он уже не смог установить связь.
Примерно с 6:45 многие зрители начали звонить в NBC и её подразделения. Одни требовали, чтобы игру показали до самого конца, другие же, чтобы узнать начнётся ли показ «Хайди» вовремя.

## Реакция на событие и последствия

### Телевизионная реакция
Когда Гудман понял, что NBC переключилось с трансляции игры, он позвонил Линдеману и сказал: «Куда, чёрт возьми, пропала наша футбольная игра?». Во время паузы между матчем и началом трансляции фильма он позвонил в BOC и приказал Клайну вернуть игру в эфир. Хотя Клайн знал, что нет никакой возможности возобновить трансляцию матча, он пообещал, что сделает всё, что в его силах. К моменту окончания игры в 7:07 тысячи зрителей позвонили в телекомпанию, чтобы пожаловаться на пропуск концовки игры. Многие также звонили в газеты, телевизионные передающие центры, и даже в Департамент полиции города Нью-Йорка, чтобы узнать финальный счёт или просто пожаловаться. Юморист Арт Бучвалд написал: «Люди, которые даже не встанут со стула во время землетрясения, побежали к телефонам, чтобы обругать матом сеть». В Окленде комментаторы трансляции Гауди и Эл Дерогатис покинули комментаторскую кабинку, чтобы сказать Эллису, что последние две минуты были самыми увлекательными, которые они когда-либо видели. На что Элис ответил: «Плохо, что Америка этого не видела». Поняв, что оригинальная запись была потеряна, он попросил двух спортивных комментаторов воссоздать их описание двух тачдаунов «Рэйдерс».
Пытаясь проинформировать телезрителей о результате матча, NBC вывело финальный счёт на экран во время фильма. Это совпало с моментом, когда парализованная двоюродная сестра Хайди Клара делала первые шаги. Согласно спортивному журналисту Джеку Клари: «Футбольные болельщики были возмущены, когда увидели, что они пропустили. Аудитория „Хайди“ была раздражена показом футбольного счёта в один из самых трогательных моментов фильма. Даже стараясь, NBC не удалось бы заставить отвернуться от себя большему количеству зрителей».
В 8:30 Гудман выпустил заявление, в котором извинился за случившиеся, сказав, что он «как и все» пропустил концовку матча. Он заявил, что это была «простительная ошибка, совершённая людьми, которые были обеспокоены о детях, ожидавших увидеть „Хайди“». На следующее утро Клайн был вызван на встречу с начальством. Ему сказали, что, если бы он сделал что-то другое, чем то, что он сделал, NBC попало бы в немилость к Timex и он был бы уволен. Телесеть же обернула фиаско к себе на пользу, начав продвигать следующую игру «Джетс» с рекламой, в одной из которых был показан Нэмэт с Хайди на плечах, а в другой же были показаны объявления с отзывами о «Хайди», в одном из которых, подписанном Нэмэтом, говорилось: «У меня не было возможности увидеть его, но я слышал, что это было здорово». Другие сети также присоединились к насмешкам: в понедельник вечером в передаче CBS Evening News Гарри Ризонер объявил «результат» игры: «Хайди вышла замуж за пастуха коз». Тем же вечером в передаче NBC Huntley-Brinkley Report были показаны последние минуты матча, сопровождаемые заново записанными комментариями Гауди и Дерогатиса. В передаче ABC Evening News ведущий Френк Рейнольдс зачитал отрывки из «Хайди» в то время как в вставке демонстрировались два тачдауна «Рэйдерс».

### Книги
- Clary, Jack. Pro Football's Great Moments (неопр.). — Updated. — New York, NY: Bonanza Books[англ.], 1981. — ISBN 978-0-517-34584-9.
- Davis, Jeff. Rozelle, Czar of the NFL (неопр.). — New York, NY: McGraw-Hill Education, 2008. — ISBN 978-0-07-147166-4.
- Garlett, Kyle. What Were They Thinking?: The Brainless Blunders That Changed Sports (англ.). — New York, NY: HarperCollins, 2009. — ISBN 978-0-06-169992-4.
- Hanks, Stephen. The Game That Changed Pro Football (неопр.). — New York, NY: Carroll Publishing Group, 1989. — ISBN 978-1-55972-012-0.
- LaMarre, Tom. Stadium Stories: Oakland Raiders (неопр.). — Guildford, CT: The Globe Pequot Press, 2003. — ISBN 978-0-7627-2737-7.
- Don Maynard; Matthew Shepatin. You Can't Catch Sunshine (неопр.). — Chicago, IL: Triumph Books, 2010. — ISBN 978-1-60078-375-3.
- Namath, Joe. Namath (неопр.). — First. — New York, NY: Rugged Land, 2006. — ISBN 978-1-59071-081-4.
- Rappoport, Ken. The Little League that Could: A History of the American Football League (англ.). — Lanham, MD: Taylor Trade Publishing, 2010. — ISBN 978-1-58979-463-4.
- Ryczek, William J. Crash of the Titans: The Early Years of the New York Jets and the AFL (англ.). — Revised. — Jefferson, NC: McFarland & Co, 2009. — ISBN 978-0-7864-4126-6.
- Sahadi, Lou. The Long Pass: The Inside Story of the New York Jets from the Terrible Titans to Broadway Joe Namath and the Championship of 1968 (англ.). — New York, NY: The World Publishing Company, 1969. — ISBN 978-1-58567-933-1.
- Strother, Sidney. NFL Top 40: The Greatest Pro Football Games Ever Played (англ.). — New York, NY: Viking, 1988. — ISBN 978-0-670-82490-8.
- Travers, Steven. The Good, the Bad, and the Ugly Oakland Raiders: Heart-pounding, Jaw-dropping, and Gut-wrenching moments from Oakland Raiders History (англ.). — Chicago, IL: Triumph Books, 2008. — ISBN 978-1-57243-927-6.

### Остальные источники
- Anderson, Dave (10 декабря 2000). Sports of The Times; In A.F.L. Days, Jets-Raiders Was a Rivalry. The New York Times. Дата обращения: 18 августа 2011.
- AP (8 октября 1967). Jets shoot down Oakland, 27–14. The Modesto Bee. Associated Press. p. 1, Sports section. Дата обращения: 21 августа 2011.
- AP (16 декабря 1968). Huck Finn, etc., yield to grid. St. Petersburg Times. Associated Press. p. 1–C. Дата обращения: 18 сентября 2011.
- AP (25 декабря 1968). Raiders recall Heidi win when last they met Jets. The Spokesman-Review. Associated Press. p. 15. Дата обращения: 21 августа 2011.
- AP (30 декабря 1967). Oilers plan no change in offense. Pittsburgh Post-Gazette. Associated Press. Дата обращения: 18 сентября 2011.
- Fox, Larry (3 декабря 1968). Rozelle fines Jets $2,000. New York Daily News.
- NYTimes (16 ноября 1968). Hot and cold streaks on the line. The New York Times. Дата обращения: 5 сентября 2011.
- NYTimes (23 ноября 1968). Oakland jinx hits Jets: Even uniforms are lost. The New York Times. Дата обращения: 20 августа 2011.
- Schuster, Joe. Great Games: Jets vs. Raiders, 1968 (англ.) // Sport[англ.] : magazine. — Macfadden Publications, 1993. — March. — P. 22—23.
- Shuster, Rachel (17 ноября 1988). Twenty years later, NBC's Heidi game remembered. USA Today.
- Timeline – Raiders Historical Highlights. Oakland Raiders. Дата обращения: 17 августа 2011. Архивировано 21 августа 2011 года.
- Valli, Bob (16 ноября 1967). Not like '67: Jets Winging. The Oakland Tribune. pp. 13–18.
- Valli, Bob (18 ноября 1968). That clutch Raiders win. The Oakland Tribune. pp. 33, 39.
- UPI (1 января 1968). Oakland stops Houston, 40–7. The Altus (Okla.) Times-Democrat. United Press International. p. 3. Дата обращения: 21 августа 2011.
- Usher, George (19 ноября 1968). Bitter Oakland taste still choking Michaels. Newsday.
- Usher, George (4 декабря 1968). Jets' letter provokes 2,000 guesses. Newsday.
- Wallace, William N. (25 августа 1968). Rams, Raiders Powerful; Rams and Raiders Lead Pro Teams. The New York Times. p. S1. Дата обращения: 20 августа 2011.
- Zimmerman, Paul (13 августа 1976). Heidi, Ben, Warren and memories. Pro! (Oakland ed.). NFL Properties.